# Grace Kelly
Grace Patricia Kelly (n. 12 noiembrie 1929 - d. 14 septembrie 1982) a fost o actriță americană de film care, în aprilie 1956, s-a căsătorit cu Rainier al III-lea de Monaco și a devenit prințesă consort de Monaco, denumită în mod obișnuit Prințesa Grace.
După ce a îmbrățișat o carieră în actorie în 1950, la vârsta de 20, Grace Kelly a apărut în New York City în producții teatrale, precum și în mai mult de patruzeci de episoade de producții de teatru difuzate live la începutul anilor 1950, Vârsta de Aur a Televiziunii. În luna octombrie 1953, odată cu lansarea filmului Mogambo, ea a devenit un star de cinema, un statut confirmat în 1954, cu un Glob de Aur și o nominalizare la Premiul Oscar, precum și cu roluri principale în cinci filme, printre care The Country Girl, pentru care a primit Premiul Oscar pentru cea mai bună actriță. După căsătoria sa cu Rainier al III-lea de Monaco a renunțat la actorie, dedicându-se noului său rol în cadrul familiei princiare de Monaco. Ea și Prințul Rainier au avut trei copii: Caroline, Albert și Stéphanie.
A murit după ce a suferit un accident vascular cerebral la 14 septembrie 1982, când a pierdut controlul automobilului și s-a prăbușit. Fiica ei, Prințesa Stéphanie, a fost în mașină cu ea, și a supraviețuit accidentului.
În iunie 1999, Institutul American de Film a clasat-o pe locul 13 în topul starurilor feminine de cinema american.

## Familie

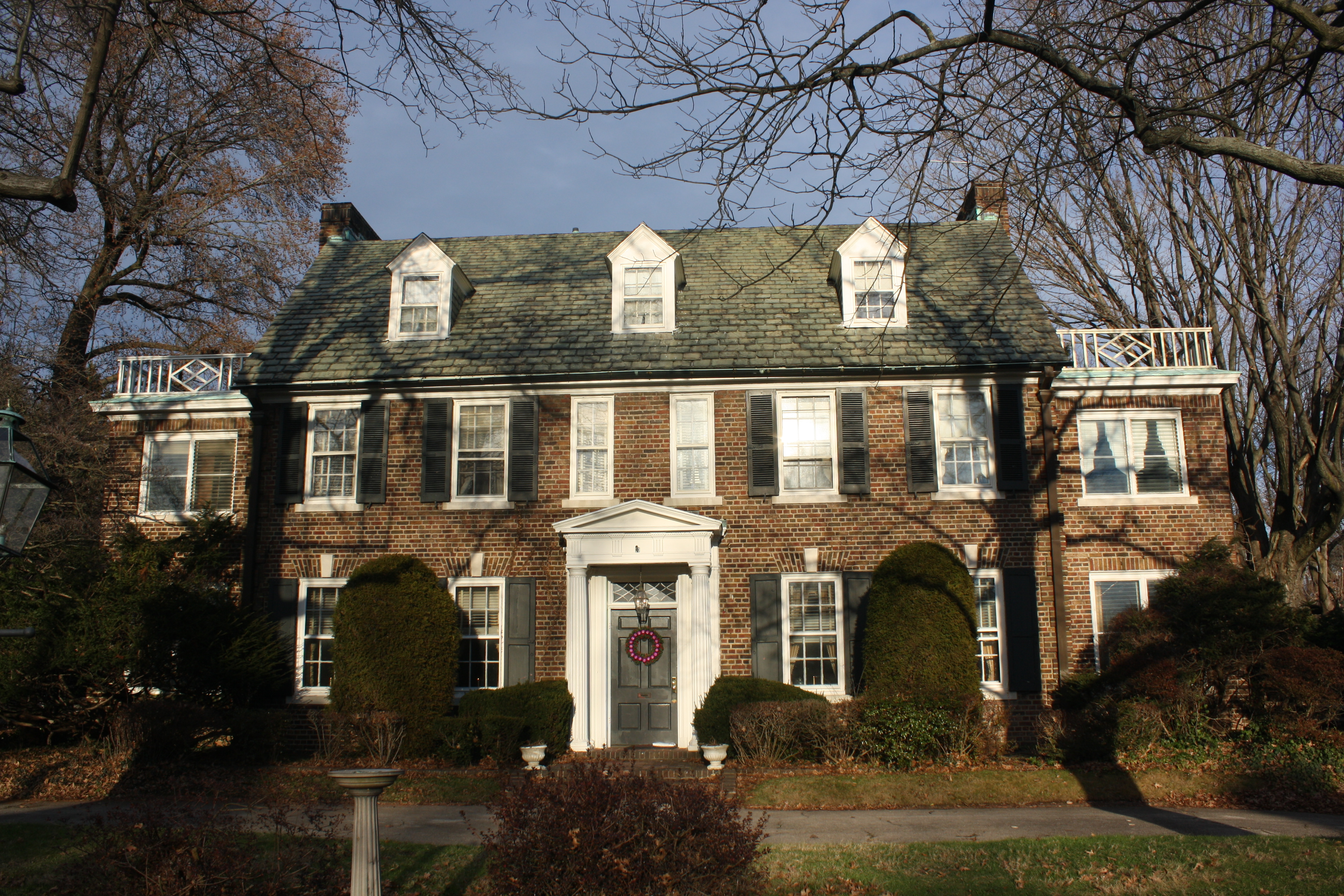
Casa familiei Kelly, construită de John B. Kelly în 1929, în Philadelphia.

Grace Kelly s-a născut la Philadelphia, Pennsylvania la 12 noiembrie 1929 într-o familie bogată și influentă. Tatăl ei, american de origine irlandeză, John B. Kelly, Sr. (1889–1960), a câștigat trei medalii olimpice de aur pentru canotaj și a deținut o companie de succes de cărămidă, bine cunoscută pe Coasta de Est. A fost nominalizat din partea Paridului Democrat să candideze la funcția de primar al Philadelphia la alegerile din 1935 însă a pierdut cu o diferență foarte mică. Doi dintre frații lui erau de asemenea faimoși: Walter C. Kelly (1873–1939) era un star de vodevil care a făcut filme pentru Metro-Goldwyn-Mayer și Paramount Pictures, și George Kelly (1887–1974) care era dramaturg, scenarist și regizor și câștigase premiul Pulitzer. Mama lui Grace, Margaret Katherine Majer (1898–1990), era de origine germană și a predat educație fizică la Universitatea din Pennsylvania, fiind prima femeie care a antrenat femeile la atletism în cadrul instituției. În tinerețe, ea a fost remarcată pentru frumusețea ei. După căsătoria cu John B. Kelly în 1924, Margaret s-a concentrat pe viața de familie până ce toți copiii ei au ajuns la vârsta școlară, după aceea ea a început să fie activă în diferite organizații civice.
Kelly a avut doi frați mai mari: Margaret Katherine cunoscută ca Peggy (1925–1991) și John Brendan, Jr., cunoscut ca Kell (1927–1985), și o soră mai mică Elizabeth Anne, cunoscută ca Lizanne (1933–2009). Kelly a fost numită după sora tatălui ei, care murise la o vârstă fragedă. A fost crescută în credința catolică, și avea strămoși irlandezi și germani.
Călcând pe urmele tatălui lor, care a câștigat medalii de aur la canotaj la Jocurile Olimpice de vară din 1920 și 1924, fratele ei a concurat la acest sport în 1948, 1952 și în 1956 la Jocurile Olimpice de la Melbourne unde a câștigat o medalie de bronz la șapte luni după nunta surorii sale de la Monaco.

## Actriță

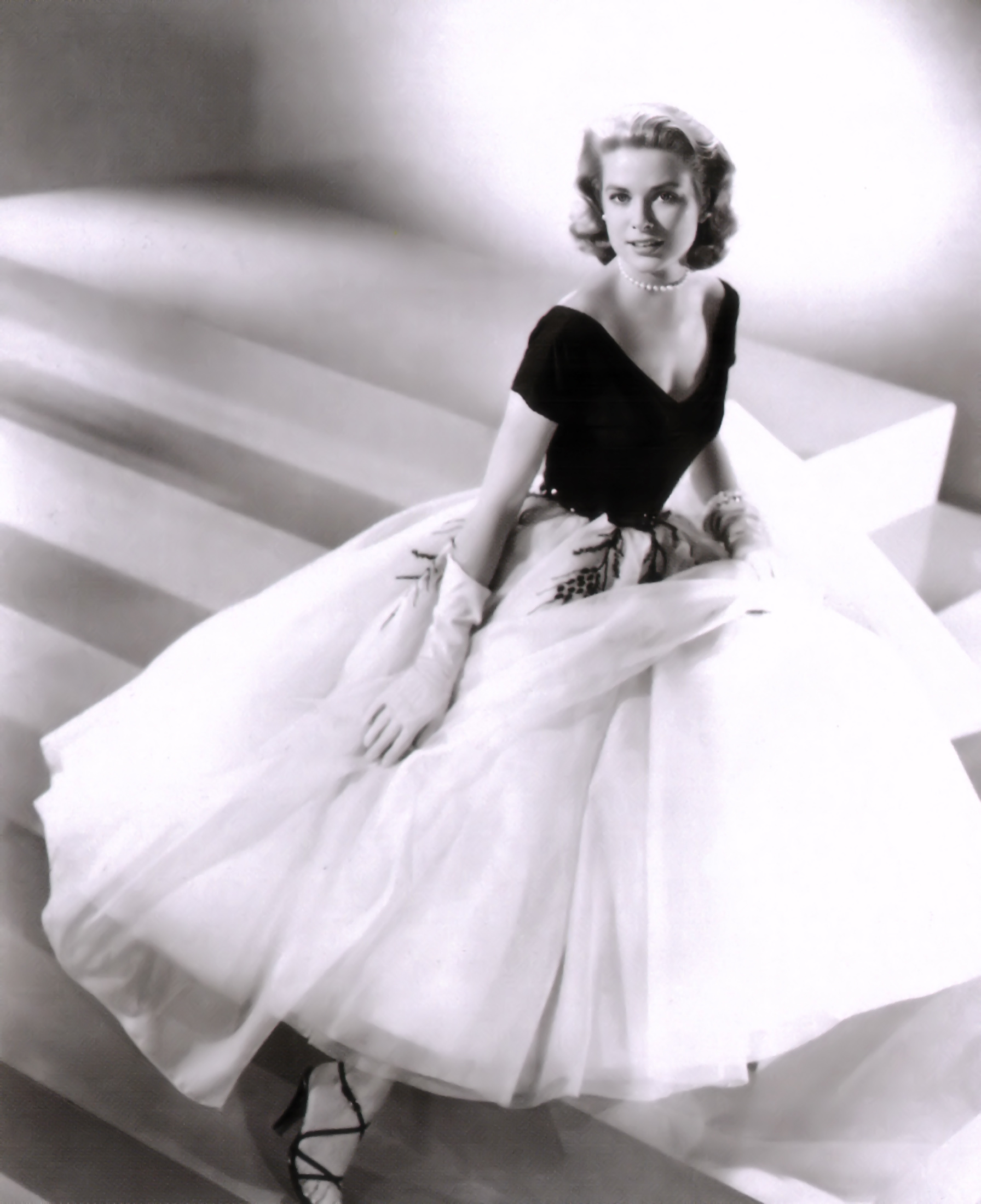
Grace Kelly într-o fotografie promoțională pentru filmul În spatele ferestrei (1954)

În timp ce mergea la Academia Ravenhill, o școală de prestigiu pentru fete catolice, Kelly era model de modă la evenimente sociale locale împreună cu mama și surorile ei. În 1942, la vârsta de doisprezece ani, ea a jucat rolul principal în Don't Feed the Animals. În timpul liceului, ea a jucat, a dansat, și a absolvit în mai 1947 școala Stevens, o instituție proeminentă privată. Anuarul ei de absolvire a înregistrat că actrița ei preferată a fost Ingrid Bergman și actorul ei preferat a fost Joseph Cotten.
Din cauza rezultatului slab la matematică, Kelly a fost respinsă la Colegiul Bennington în iulie 1947. Spre disperarea părinților,  Kelly a decis să-și continue visul ei de a face o carieră în teatru. Pentru o audiție la Academia Americană de Artă Dramatică din New York, ea a folosit o scenă în care jucase unchiului ei în 1923 The Torch-Bearers. Deși școala selectase deja studenții, Kelly a obținut un interviu cu ofițerul de admitere a școlii, Emile Diestel, și a fost admisă datorită unchiul ei, George. A lucrat ca model pentru a-și susține financiar studiile. Ca un student sârguincios, ea a folosit un casetofon pentru a practica și a-și perfecționa discursul. Debutul ei pe Broadway a fost în piesa lui Strindberg, The Father, împreună cu Raymond Massey. La 19 ani, interpretarea ei de absolvire a fost rolul Tracy Lord din Philadelphia Story.
Performanța ei din filmul Fourteen Hours nu a fost remarcată de critici iar ea nu a mai primit alte roluri de film. Grace și-a continuat munca în teatru și televiziune, deși nu avea o voce puternică și era puțin probabil să aibă o o carieră de scenă de lungă durată. Kelly juca la Teatrul Elitch din Colorado când a primit o telegramă de la producătorul Stanley Kramer de la Hollywood care îi oferea un rol principal alături de Gary Cooper în High Noon.

## Căsătoria

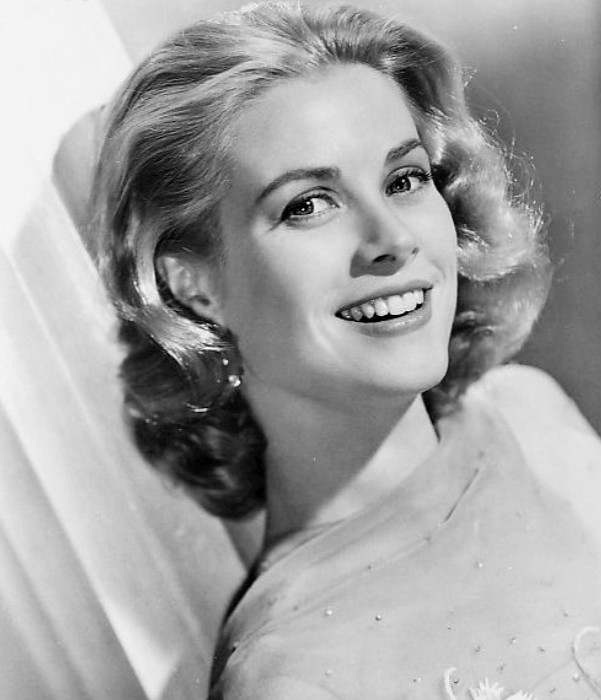
Grace Kelly în 1956

Kelly a condus delegația SUA la Festivalul de Film de la Cannes din aprilie 1955. În timpul Festivaului, ea a fost invitată să participe la o sesiune foto la Palatul din Monaco cu Prințul Rainier al III-lea, suveranul principatului. După o serie de întârzieri și complicații, Kelly l-a întâlnit pe prinț în Monaco.
La momentul întâlnirii ei inițiale cu Rainier, Kelly avea o relație romantică cu actorul francez Jean-Pierre Aumont.
La întoarcerea în America, Kelly începe să lucreze la filmul The Swan în care portretiza o prințesă. Între timp a început o corespondență privată cu Rainier. În decembrie, Rainier a venit în America într-o călătorie oficială deși s-a speculat că  Rainier își căuta în mod activ o soție. Tratatul din 1918 cu Franța stabilea că dacă Rainier nu avea un moștenitor, Monaco ar fi revenit Franței. La o conferință de presă din Statele Unite, Rainier a fost întrebat dacă își caută o soție iar răspunsul a fost "Nu". A doua întrebare pusă a fost: "Dacă ați căuta o soție, cum ați vrea să fie?" Rainier a zâmbit și a răspuns: "Nu știu - cea mai bună". Rainier a întâlnit-o pe Kelly și familia ei, și după trei zile, prințul a cerut-o în căsătorie. Kelly a acceptat și familiile au început pregătirea pentru ceea ce presa a numit "Nunta secolului". Grace și Rainier au anunțat logodna la 6 ianuarie 1956 în timpul unui bal de caritate la Waldorf-Astoria. Ea a acceptat să renunțe la cariera cinematografică după ce va termina comedia muzicală High Society, în care a jucat alături de Bing Crosby și Frank Sinatra.
Pregătirile pentru nuntă au fost elaborate. Palatul din Monaco a fost pictat și redecorat. La 4 aprilie 1956, Kelly cu familia ei, domnișoarele de onoare, pudel, și peste optzeci de piese de bagaj au urcat la bordul vaporul Constitution pentru  Riviera Franceză. La Monaco, peste 20.000 de oameni s-au aliniat pe străzi pentru a o saluta pe viitoarea prințesă.
Pentru a îndeplini cerințele legislației franceză și a regulilor romano-catolice cu privire la căsătorie, Kelly și Rainier au avut atât o nuntă civilă cât și religioasă. Ceremonia civilă a durat 40 de minute, a avut loc în Sala Tronului din Palatul Monaco la 18 aprilie 1956 și a fost difuzată în întreaga Europă. A doua zi a avut loc căsătoria religioasă la catedrala Sf Nicolae din Monaco. Rochia de nuntă a lui Kelly a fost lucrată în șase săptămâni de trei duzini de croitorese. Cei 600 de invitați au inclus starurile de la Hollywood: David Niven și soția Hjördis, Gloria Swanson, Ava Gardner, Gloria Guinness, Enid, Lady Kenmare, Aimée de Heeren, Daisy Fellowes, Etti Plesch, Lady Diana Cooper, Louise de Vilmorin, Loelia Lindsay, și Conrad Hilton. Deși inițial Frank Sinatra a acceptat invitația, în ultimul moment a decis altfel temându-se să nu umbrească mireasa în ziua nunții. Ceremonia televizată a fost urmărită de un număr estimat de 30 de milioane de oameni.

## Prințesă de Monaco
Cuplul a avut trei copii:
- Caroline Louise Marguerite, Prințesă de Hanovra, Prințesă Ereditară de Monaco, născută la 23 ianuarie 1957. Prințesa Caroline s-a născut la exact nouă luni și patru zile după nunta părinților ei.
- Albert al II-lea, Prinț de Monaco (Albert Alexandre Louis Pierre), născut la 14 martie 1958, actualul suveran al Principatului de Monaco.
- Prințesa Stéphanie Marie Elisabeth de Monaco, născută la 1 februarie 1965.

## Filmografie

### Film
| Titlu                                         | An   | Rol                 | Regizor          | Note       | Ref    |
| --------------------------------------------- | ---- | ------------------- | ---------------- | ---------- | ------ |
| Fourteen Hours (14 Ore)                       | 1951 | Louise Anne Fuller  | Henry Hathaway   |            | [ 14 ] |
| High Noon (La amiază)                         | 1952 | Amy Fowler Kane     | Fred Zinnemann   |            | [ 15 ] |
| Mogambo (Aventură în junglă)                  | 1953 | Linda Nordley       | John Ford        |            | [ 16 ] |
| Dial M for Murder (Cu C de la Crimă)          | 1954 | Margot Mary Wendice | Alfred Hitchcock |            | [ 17 ] |
| Rear Window (În spatele ferestrei)            | 1954 | Lisa Carol Fremont  | Alfred Hitchcock |            | [ 18 ] |
| The Bridges at Toko-Ri (Podurile din Toko-Ri) | 1954 | Nancy Brubaker      | Mark Robson      |            | [ 19 ] |
| The Country Girl (O viață pe scenă)           | 1954 | Georgie Elgin       | George Seaton    |            | [ 20 ] |
| Green Fire                                    | 1954 | Catherine Knowland  | Andrew Marton    |            | [ 21 ] |
| To Catch a Thief (Să prinzi un hoț)           | 1955 | Frances Stevens     | Alfred Hitchcock |            | [ 22 ] |
| The Swan (Lebăda)                             | 1956 | Princess Alexandra  | Charles Vidor    |            | [ 23 ] |
| High Society (Înalta societate)               | 1956 | Tracy Lord          | Charles Walters  |            | [ 24 ] |
| The Wedding in Monaco                         | 1956 | Rolul ei            | Jean Masson      | Documentar | [ 25 ] |
| Glück und Liebe in Monaco                     | 1959 | Rolul ei            | Hermann Leitner  |            |        |

### Televiziune
| Titlu                           | An           | Rol                          | Canal TV | Note | Ref.                                      |
| ------------------------------- | ------------ | ---------------------------- | -------- | --- | ----------------------------------------- |
| Kraft Television Theatre        | 1948 1952–54 | Diverse roluri               | NBC      | Episodul: "Old Lady Robbins" Episodul: "The Cricket on the Hearth" Episodul: "The Small Hours" Episodul: "Boy of Mine" Episodul: "The Thankful Heart" | [ 26 ] [ 27 ] [ 28 ] [ 29 ] [ 30 ]        |
| The Philco Television Playhouse | 1950–53      | Diverse roluri               | NBC      | Episodul: "Bethel Merriday" Episodul: "Ann Rutledge" Episodul: "Leaf Out of a Book" Episodul: "Rich Boy" Episodul: "The Way of the Eagle"             | [ 31 ] [ 32 ] [ 33 ] [ 34 ] [ 35 ] [ 36 ] |
| Ripley's Believe It or Not!     | 1950         |                              | NBC      | Episodul: "The Voice of Obsession" | [ 37 ]                                    |
| Studio One                      | 1950 1952    |                              | CBS      | Episodul: "The Rockingham Tea Set" Episodul: "The Kill"                                                                                               | [ 38 ] [ 39 ]                             |
| Actors Studio                   | 1950         | Diverse roluri               | CBS      | Episodul: "The Apple Tree" Episodul: "The Token" Episodul: "The Swan"                                                                                 | [ 40 ]                                    |
| Cads, Scoundrels and Ladies     | 1950         |                              | NBC      | Segmentul: "The Lovesick Robber" | [ 40 ]                                    |
| Comedy Theater                  | 1950         |                              | CBS      | Episodul: "Summer Had Better Be Good" | [ 41 ]                                    |
| Lights Out                      | 1950 1952    |                              | NBC      | Episodul: "The Devil to Pay" Episodul: "The Borgia Lamp"                                                                                              | [ 42 ] [ 43 ]                             |
| Big Town                        | 1950         |                              | CBS      | Episodul: "The Pay-Off" | [ 40 ]                                    |
| The Clock                       | 1950         |                              | NBC      | Episodul: "Vengeance" | [ 44 ]                                    |
| The Web                         | 1950         |                              | CBS      | Episodul: "Mirror of Delusion" | [ 40 ]                                    |
| Somerset Maugham TV Theatre     | 1950         |                              | CBS      | Episodul: "Episode" | [ 40 ]                                    |
| Danger                          | 1950 1952    |                              | CBS      | Episodul: "The Sergeant and the Doll" Episodul: "Prelude to Death"                                                                                    | [ 45 ]                                    |
| Prudential Family Playhouse     | 1951         | Helen Pettigrew              | CBS      | Episodul: "Berkeley Square" | [ 46 ]                                    |
| The Nash Airflyte Theater       | 1951         |                              | CBS      | Episodul: "A Kiss for Mr. Lincoln" | [ 47 ]                                    |
| Armstrong Circle Theatre        | 1951–52      | Diverse roluri               | NBC      | Episodul: "Lover's Leap" Episodul: "Brand from the Burning" Episodul: "City Editor" Episodul: "Recapture"                                             | [ 48 ] [ 49 ] [ 50 ] [ 51 ]               |
| CBS Television Workshop         | 1952         | Dulcinea                     | CBS      | Episodul: "Don Quixote" | [ 50 ]                                    |
| Hallmark Hall of Fame           | 1952         | Claire Conroy                | NBC      | Episodul: "The Big Build Up" | [ 50 ]                                    |
| Lux Video Theatre               | 1952–53      |                              | CBS      | Episodul: "Life, Liberty and Orrin Dooley" Episodul: "A Message for Janice" Episodul: "The Betrayers"                                                 | [ 52 ] [ 53 ] [ 54 ]                      |
| Robert Montgomery Presents      | 1952         |                              | NBC      | Episodul: "Candles for Theresa" | [ 50 ]                                    |
| Suspense                        | 1952         |                              | CBS      | Episodul: "Fifty Beautiful Girls" | [ 55 ]                                    |
| Goodyear Television Playhouse   | 1952         |                              | NBC      | Episodul: "Leaf Out of a Book" | [ 34 ]                                    |
| Toast of the Town               | 1953         | Duet muzical cu Ralph Meeker | CBS      | Episodul: "Teahouse of the August Moon" | [ 56 ] [ 57 ]                             |
| A Look at Monaco                | 1963         | Rolul ei                     | CBS      | Documentar | [ 58 ]                                    |